# Škofljica, Velikovec
Škofljica (nemško Skoflitzen) je naselje v Občini Velikovec v Okraju Velikovec na Koroškem v Avstriji.